# Vipio michaelseni
Vipio michaelseni är en stekelart som beskrevs av Szepligeti 1918. Vipio michaelseni ingår i släktet Vipio och familjen bracksteklar. Inga underarter finns listade i Catalogue of Life.